# 台湾民主自治同盟

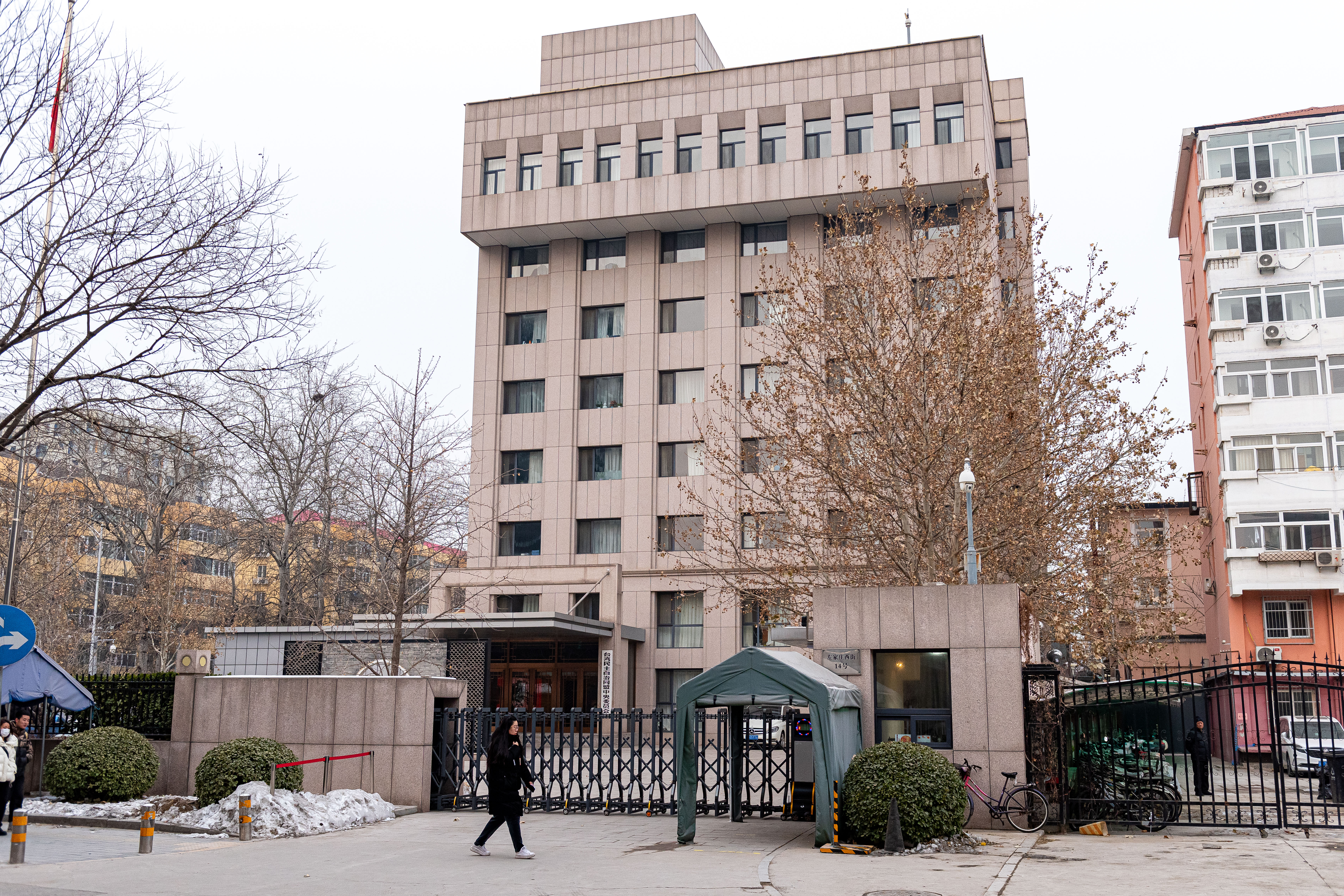
台盟中央现址

臺灣民主自治同盟，简称為臺盟，是中华人民共和国排名第八的民主党派，该党是现时中华人民共和国全国人大常委会的第八大党，盟员总人数在民主党派中排第八，在全国政党中排第九。
據《台湾民主自治同盟章程》的說明，“台盟是以台湾省人士组成的社会主义劳动者、社会主义事业建设者和拥护社会主义爱国者的政治联盟，是接受中国共产党领导、同中国共产党通力合作的亲密友党，是中国共产党领导的多党合作和政治协商制度中的中国特色社会主义参政党”。中国共产党对臺盟进行政治领导，但中国共产党表示保证组织独立和法律地位平等，不会干扰民主党派的独立性及日常事务。
臺盟创立于1947年，其早期盟员多為過去台灣日治時期的台湾共产党成員。目前，其盟员主要来自居住在中国大陆的臺灣籍人士，為中国大陆對臺統戰的組織之一。截至2017年，臺盟在19个省、直辖市建立组织，共有盟員3,000人。

## 歷史

### 成立背景
一部分台灣日治時期的前台灣共產黨人士，於1947年二二八事件後逃往中國大陸、香港。
臺灣民主自治同盟1947年11月12日（孫中山诞辰纪念日）由謝雪紅、楊克煌、蘇新等人在香港成立，但當時偽稱在台北，以躲避中華民國的國安人員的耳目。1948年臺盟宣布拥护中国共产党领导的「新民主主义革命」，成員陸續加入中國共產黨。同年5、6月間成立「香港支部」——事實是總部的伪装，其主要是為了轉移中華民國的國安人員注意力的障眼法。至於中國共產黨台灣省工作委員會在台灣往往以「台盟」為名義對外吸收成員，其實是中國共產黨台灣省工作委員會的外圍組織。
7月20日宣布成立總部領導機構，由謝雪紅擔任台盟主席。

### 在台發展
1949年7月10日，台盟由香港輾轉得到一份《臺灣恥政三週年告同胞書》並予以複製在台灣發送。但7月14日即遭舉發，臺灣警備總司令部隨即逮捕印刷成員廖學銳、鄭慶龍，這就是白色恐怖中的廖學銳案。過了2天，又有陳東海、郭錕銘、張如松等人逮捕陸續到案。但僅有廖、鄭兩人承認參加台盟，其餘3人一概否認。
臺灣省警備總司令部調查此案後，隨即起訴5人，並以「『台灣民主自治同盟』為共產黨外圍組織，共產黨在北平組織政權時，該同盟也公然參與，其為叛亂組織，殆無疑義」為由，將廖、鄭兩各判處有期徒刑5年，陳東海等3人則因確未參加該同盟，而獲判無罪開釋。

### 移至中國大陸

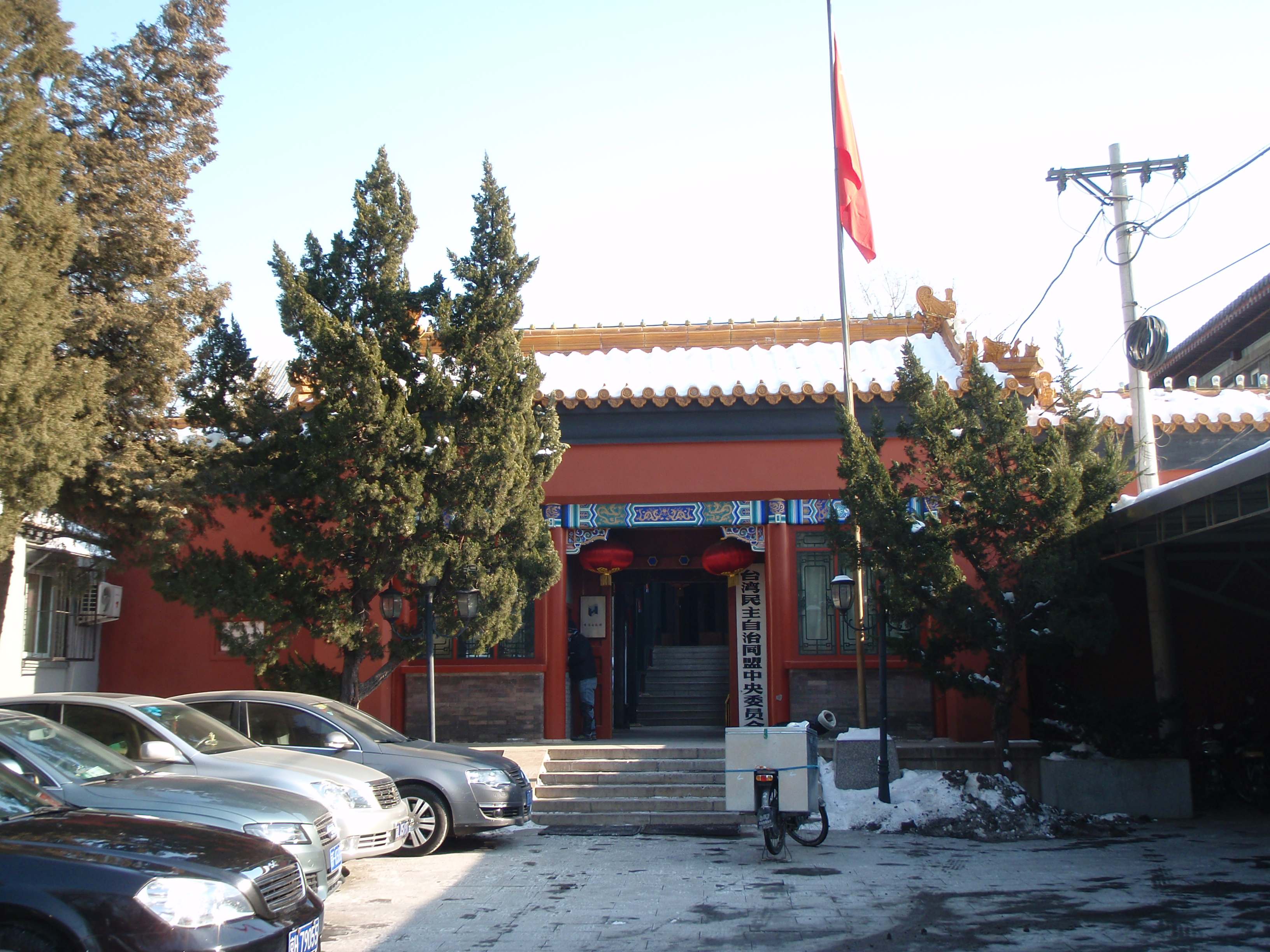
台湾民主自治同盟中央委员会景山东街原址

1949年9月，台盟参加中國共產黨召開的中國人民政治协商会议第一届全体会议，参与制定《中国人民政治协商会议共同纲领》。1955年，台盟中央委员会迁至北京。 
當臺灣省保安司令部獲悉台盟已遷至北京後，下令嚴辦廖學銳案，又再牽扯出30餘人，廖學銳與其他11名涉案者最後被槍決。
1957年中國大陸反右运动中，台盟创始人谢雪红被打成右派，于1970年文革期间被迫害。
2016年10月，台盟中央机关由东城区景山东街20号迁至朝阳区左家庄西街14号。

## 運作
中华人民共和国成立后，台盟宣稱政治主張為「团结推动其盟员参加社会主义建设，并争取中国统一」。 
1987年11月，台盟第四次全盟大会通过的台盟新章程，表明台盟对台湾的立场：
1. 台湾是中华人民共和国神圣领土的一部分，台湾人民同大陆人民是骨肉同胞，完成祖国统一大业是包括台湾人民在内的全国各族人民的神圣职责。
2. 反对任何形式的台湾独立，反对任何外国侵犯台湾。
3. 支持台湾人民争取民主权利，反对国民党当局对台湾人民的压迫。
4. 致力于按「一国两制」原则争取用和平方式实现台湾和大陆的统一，使台湾作为特别行政区享有高度自治权。

## 組織
台盟最高機構為全盟代表大會，五年召開一次，聽取現任中央委員會的報告，討論修改方針與章程，並選舉新任的中央委員會。中央委員會由全盟代表大會組成，任期五年，主席、副主席與常務委員由選舉產生，組成中央常務委員會。秘書長由主席提名，中央常務委員會任命。選舉後，中央常務委員會負責全盟事務，主席與副主席負責中央常務委員會事務。
截至2019年，台盟在北京、天津、上海、重庆、福建、廣東、吉林、遼寧、陝西、湖北、浙江、雲南、海南、江西等十四省與直轄市設有地方委員會，之下再設置省轄市與直轄市各區的委員會；此外在江苏南京、安徽、四川成都、广西南宁、贵州贵阳也设有支部。地方委員會由盟員大會或盟員代表大會負責事務，五年召開一次，程序與全盟代表大會大致相同。地方委員會之下再分成支部（五人以上）或小組（三人以上）。

## 地方政府任職
目前台盟在中國大陸各省級行政區正副省长中任職的，共有1人：
| 姓名   | 職務         | 學歷 |
| ------ | ------------ | ---- |
| 江尔雄 | 福建省副省长 | 本科 |

历史上，台盟在中國大陸各省級行政區正副省长中任職的，包括：
| 姓名   | 職務         | 學歷   |
| ------ | ------------ | ------ |
| 郑建闽 | 福建省副省长 | 研究生 |

## 歷任主席
1. 谢雪红（1949年10月－1958年1月）
2. 蔡啸（1979年10月－1983年12月）
3. 苏子蘅（1983年12月－1987年11月）
4. 林盛中（1987年11月－1988年12月）
5. 蔡子民（1988年12月－1997年11月）
6. 张克辉（1997年11月－2005年12月）
7. 林文漪（2005年12月－2017年12月）
8. 蘇輝（2017年12月－，第十三届、十四届全国政协副主席兼）

## 外部連結
- 台湾民主自治同盟（页面存档备份，存于） 官方网站